# Рыбочистка

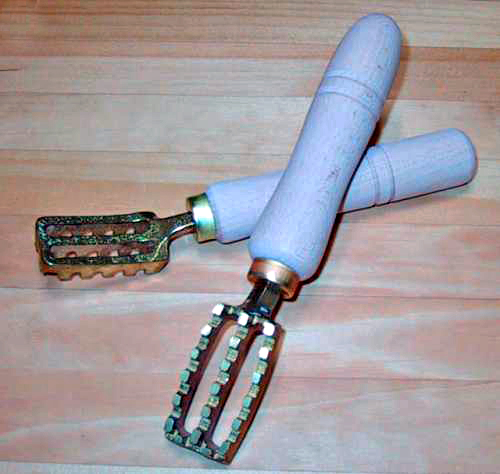
Японская рыбочистка-скребок

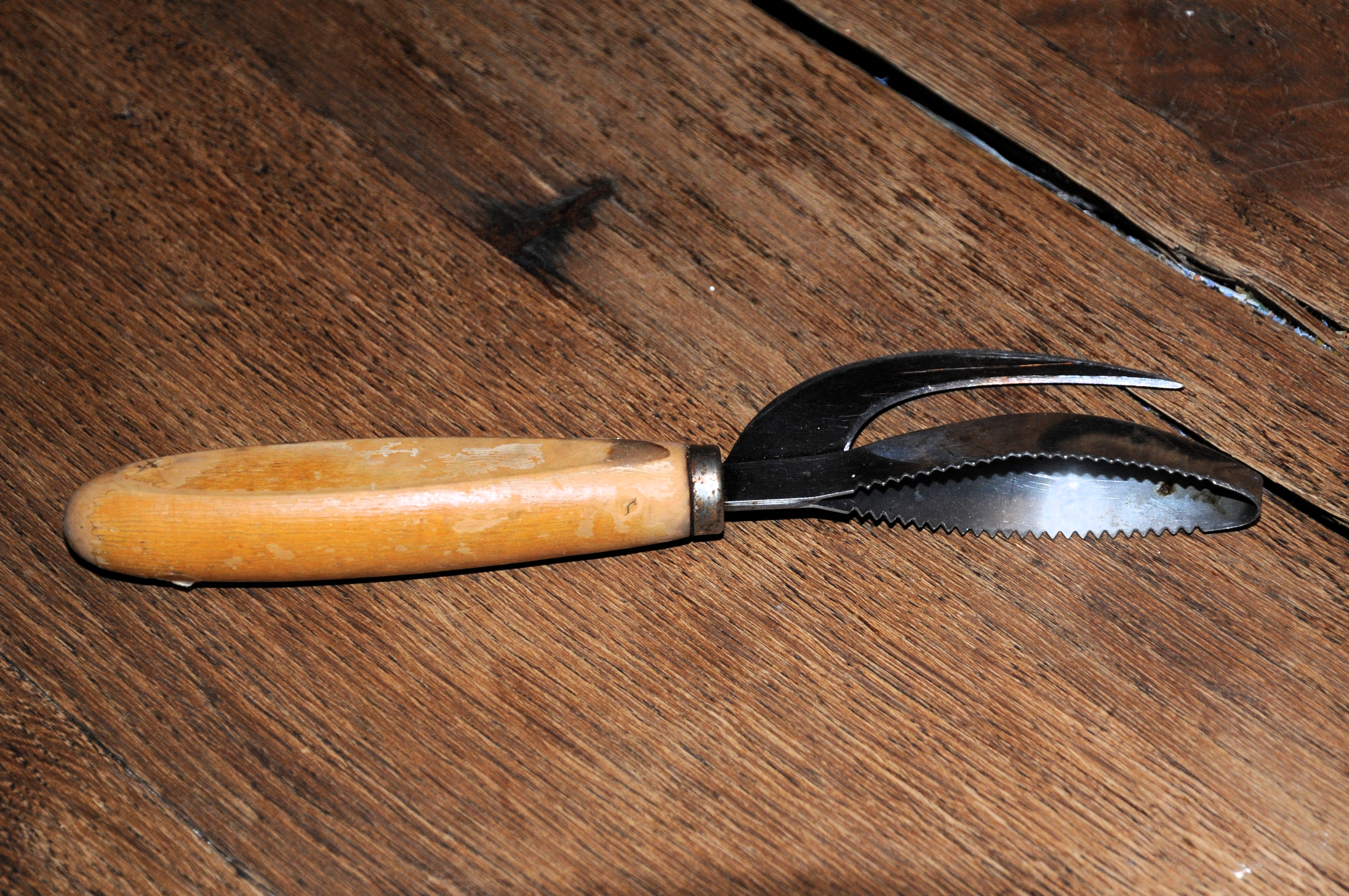
Комбинированная рыбочистка для чистки и разделки рыбы

Рыбочи́стка — специальное приспособление для очистки рыбы от чешуи.
Механические рыбочистки со скребком используются на предприятиях общественного питания. Краткая энциклопедия домашнего хозяйства 1960 года рекомендует пользоваться жестяной рыбочисткой, похожей на тёрку. Кроме того, в СССР производились ручные рыбочистки в форме стальных скребков с четырьмя зубчатыми пластинками разной высоты. Удобны также комбинированные рыбочистки, предназначенные одновременно для очистки и разделки рыбы. С такой рыбочисткой чешуя не разлетается повсюду, а скапливается внутри рыбочистки. Верхним серповидным лезвием с заточенной кромкой по всей длине производится вскрытие и разделка рыбы.
Рыбочистка редко встречается на современных европейских кухнях: в рыбных отделах супермаркетов рыба продаётся уже очищенной. В домашних условиях удалить чешую с рыбы можно тыльной стороной обычного кухонного ножа и даже овощечисткой. Рыбочистка, вероятно, востребована только у настоящих любителей рыбной ловли.